# Lampropeltis annulata
Lampropeltis annulata, comúnmente conocida como la Falsa coral mexicana o falsa coralillo real mexicana, es una especie de serpiente no venenosa perteneciente al género Lampropeltis.

## Descripción y comportamiento
La falsa coral mexicana tiene bandas distintivas de color rojo, negro y crema o amarillo, lo que a veces lleva a que se la llame imitadora de serpiente de coral, la parte inferior de la annulata tiene cuadros en blanco y negro en correlación con las bandas superiores. Las bandas claras suelen ser considerablemente más grandes que las bandas negras y se ensanchan hacia los lados inferiores y las escamas ventrales desde las escamas dorsales. Las bandas rojas suelen ser especialmente oscuras y nítidas en comparación con otras especies de Lampropeltis, siendo el rojo alrededor de dos o tres veces más ancho que las bandas negras, y el rojo se extiende desde los lados hasta el borde de las escamas ventrales. La serpiente real mexicana es bastante corta en longitud y ancha en comparación con otras serpientes rey y falsas corales, dado que crecen hasta aproximadamente 24 a 30 pulgadas (61 a 76 cm) de largo y que tienen más circunferencia en general.
Las falsas corales mexicanas son generalmente nocturnas y crepusculares, y prefieren esconderse cuando las temperaturas son más altas, volviéndose más activas en los períodos más frescos de la primavera y el otoño. Comen principalmente roedores y lagartijas, pero ocasionalmente comen otras serpientes.
La reproducción ocurre durante la primavera, y aproximadamente 50 días después, la hembra pondrá de 4 a 10 huevos que se incubarán durante 55-60 días antes de la eclosión. Los recién nacidos miden alrededor de 15 a 17 cm (6 a 7 pulgadas) de largo.

## Distribución y hábitat
Este reptil es nativo de las regiones semiáridas cálidas del noreste de México, suele encontrarse en los estados de Coahuila, Tamaulipas, Nuevo León en la parte oriental de San Luis Potosí y en la parte norte de Querétaro, Hidalgo y Veracruz, incluso se puede encontrar en Estados Unidos, al sureste de Texas.
Su elección de hábitat son las zonas de matorrales semiáridas, con suelos arenosos. Si bien estas serpientes son principalmente nocturnas y crepusculares, como se indicó, ocasionalmente toman el sol durante períodos cortos durante el día.